# Кастелацо (Алесандрија)
Кастелацо (итал. Castellazzo) је насеље у Италији у округу Алесандрија, региону Пијемонт.
Према процени из 2011. у насељу је живело 25 становника. Насеље се налази на надморској висини од 239 м.